# Challapalle
Challapalle är en ort i Indien.   Den ligger i distriktet Krishna och delstaten Andhra Pradesh, i den södra delen av landet, 1 400 km söder om huvudstaden New Delhi. Challapalle ligger 10 meter över havet och antalet invånare är 16 841.
Terrängen runt Challapalle är mycket platt. Runt Challapalle är det tätbefolkat, med 493 invånare per kvadratkilometer. Närmaste större samhälle är Repalle, 15,5 km sydväst om Challapalle. Trakten runt Challapalle består till största delen av jordbruksmark.